# マッサローザ
マッサローザ（伊: Massarosa）は、イタリア共和国トスカーナ州ルッカ県にある、人口約22,000人の基礎自治体（コムーネ）。

## 地理

### 位置・広がり
ルッカ県西部、ヴェルシリア地方 (it:Versilia) に位置するコムーネ。

#### 隣接コムーネ
隣接するコムーネは以下の通り。括弧内のPIはピサ県所属を示す。
- カマイオーレ
- ルッカ
- ヴェッキアーノ (PI)
- ヴィアレッジョ

### 気候分類・地震分類
マッサローザにおけるイタリアの気候分類 (it) および度日は、zona D, 1433 GGである。
また、イタリアの地震リスク階級 (it) では、zona 3 (sismicità bassa) に分類される。

## 行政

### 分離集落
マッサローザには、以下の分離集落（フラツィオーネ）がある。
- Bargecchia, Bozzano, Compignano, Corsanico, Gualdo, Massaciuccoli, Montigiano, Mommio (Castello), Piano di Conca, Piano di Mommio, Pian del Quercione, Pieve a Elici, Quiesa, Stiava, Valpromano

## 姉妹都市
- Łużna、ポーランド
- Teià、スペイン